# Alla Jerwandowna Ter-Sarkisjanz
Alla Jerwandowna „Erwandi“ Ter-Sarkisjanz (armenisch Ալլա Երվանդի Տեր-Սարգսյանց, russisch Алла Ервандовна Тер-Саркисянц; * 25. April 1937 in Moskau, Sowjetunion, heute Russland; † 16. August 2019) war eine russische Historikerin und Ethnografin mit dem Spezialgebiet Armenien, Doktor der Geschichtswissenschaften, Mitarbeiterin der Fakultät für den Kaukasus am N. N. Miklucho-Maklai Institut für Ethnologie und Anthropologie der Russischen Akademie der Wissenschaften. Ihre Forschungsfelder umfassen armenische Ethnogenese und ethnische Geschichte, Tradition und Moderne Familie, Bräuche und Rituale des Lebenszyklus, moderne ethno-kulturelle Prozesse und die armenische Diaspora in der Welt und in Russland.

## Leben und Werk
Ter-Sarkisjanz erhielt ihren Abschluss in Geschichte 1959 an der Lomonossow-Universität Moskau. 1968 erlangte sie ihren Doktorgrad am N. N. Miklucho-Maklai Institut für Ethnologie und Anthropologie mit der Arbeit „Die moderne armenische Familie (auf Grundlage von Materialien aus ländlichen Gebieten der Armenischen SSR)“. Ihren Doktor der Geschichtswissenschaften erhielt sie 1998 für ihre Forschung zum Thema „Die Armenier. Geschichte und ethno-kulturelle Traditionen“. 1978 bis 1989 war sie Sekretärin für Wissenschaftsangelegenheiten am N. N. Miklucho-Maklai Institut für Ethnologie und Anthropologie. Ter-Sarkisjanz war stellvertretende Vorsitzende des Expertenrats für Geschichte, Archäologie und Ethnografie der Russischen Humanwissenschaftlichen Fonds.

## Ehrungen und Preise
- Ehrenurkunden des Präsidiums der Sowjetischen und der Russischen Akademie der Wissenschaften
- Medaille 850 Jahre Moskau

## Veröffentlichungen (Auswahl)
Ter-Sarkisjanz ist Autorin von mehr als 150 wissenschaftlichen Veröffentlichungen
- Die moderne armenische Familie (auf Grundlage von Materialien aus ländlichen Gebieten der Armenischen SSR). Nauka, Moskau 1972 (russisch, Originaltitel: Современная семья у армян (по материалам сельских районов Армянской ССР).).
- Alla Ter-Sarkisiants: Traditions and innovations in the contemporary everyday culture of the Armenians (Case-Study of Armenian SSR) / 12th International Congress of Anthropological and Ethnological Science, Zagreb, Jugoslawien. 24.–31. Juli 1988. In: Nauka. 1988 (englisch).
- Don-Armenier und die ethno-kulturelle Situation in Rajon Rostow. In: Серия А. Межнациональные отношения в СССР. Band 6. Институт этнографии АН СССР, 1991 (russisch, Originaltitel: Донские армяне и этнокультурная ситуация в Ростовской области.).
- Gegenwärtige ethno-kulturelle Situation in der Region Krasnodar der Russischen Föderation. In: Серия А. Межнациональные отношения в современном мире. Институт этнологии и антропологии РАН, 1993 (russisch, Originaltitel: Современная этнополитическая ситуация в Краснодарском крае Российской Федерации.).
- mit W. Z. Chudawerdjan: Die armenische Diaspora im Süden Russlands. Lage und Aussichten. Institut für Ethnologie und Anthropologie der Russischen Akademie der Wissenschaften, Moskau 1993 (russisch, Originaltitel: Армянская диаспора Юга России. Положение и перспективы.).